# Schnitzler
Schnitzler ist ein deutscher Familienname.

## Namensträger
- Alfons Schnitzler (* 1960), deutscher Neurologe, Hochschullehrer
- Antoinette Woodville-Schnitzler (1827–1881), deutsche Malerin
- Anton Schnitzler (1796–1873), deutscher Architekt
- Arthur Schnitzler (1862–1931), österreichischer Arzt und Schriftsteller
- August Schnitzler (1794–1861), deutscher Unternehmer
- Barbara Schnitzler (* 1953), deutsche Schauspielerin
- Benedikt Schnitzler (* um 1992), deutscher Jazzmusiker
- Carl Schnitzler (1789–1864), Ingenieur-Offizier der preußischen Armee
- Christa von Schnitzler (1922–2003), deutsche Bildhauerin
- Christa Schnitzler-Runge (* 1938), deutsche darstellende Künstlerin
- Claude Schnitzler (* 1949), französischer Dirigent und Organist
- Conrad Schnitzler (1937–2011), deutscher Künstler, Musiker und Komponist
- Dierk Henning Schnitzler (* 1937), deutscher Jurist, Polizist und Polizeipräsident (Wasserschutzpolizei NRW, Bonn)
- Eduard Schnitzler (1823–1900), deutscher Kaufmann und Bankier
- Elisabeth Schnitzler (1912–2003), deutsche Archivarin
- Ernst Schnitzler (1877–1962), deutscher Politiker (Zentrum), MdR
- Friedrich Wilhelm Schnitzler (1928–2011), deutscher Politiker (CDU), Unternehmer und Lobbyist
- Fritz Schnitzler (Maler) (1851–1920), deutscher Maler
- Georg von Schnitzler (1884–1962), deutsches Vorstandsmitglied der I.G. Farben, Vetter Karl-Eduard von Schnitzlers
- Georg Schnitzler (* 1961), deutscher Maler, Grafiker und Theaterleiter
- Gregor Schnitzler (* 1964), deutscher Filmregisseur
- Günter Schnitzler (* 1946), deutscher Literaturwissenschaftler und Musikwissenschaftler
- Hans Schnitzler (1908–1985), deutscher Politiker (DBD)
- Hans-Ulrich Schnitzler (* 1939), deutscher Hochschullehrer und Neurobiologe
- Heinrich Schnitzler (1902–1982), österreichischer Schauspieler und Regisseur
- Heinrich Schnitzler (Polizeibeamter) (1901–1962), deutscher Polizeibeamter
- Hermann Schnitzler (1905–1976), deutscher Kunsthistoriker
- Johann Schnitzler (1835–1893), österreichischer Mediziner, Vater von Arthur und Julius Schnitzler
- Johann Heinrich Schnitzler (1802–1871), französisch-russischer Statistiker und Historiker
- Johann Michael Schnitzler (1782–1861), deutscher Maler
- Josef Schnitzler (1876–1945), deutscher Fabrikant
- Julius Schnitzler (Unternehmer) (1806–1884), deutscher Fabrikant und Politiker
- Julius Schnitzler (Mediziner) (1865–1939), österreichischer Mediziner und Hochschullehrer
- Karl Schnitzler (Oberamtmann) (1823–1893), württembergischer Oberamtmann
- Karl Eduard Schnitzler (1792–1864), deutscher Bankier
- Karl-Eduard von Schnitzler (1918–2001), deutscher Journalist
- Lilly von Mallinckrodt-Schnitzler (1889–1981), deutsche Mäzenin
- Lothar Schnitzler (* 1947), deutscher Politiker (Die Linke), MdL
- Michael Schnitzler (* 1944), österreichischer Musiker und Naturschützer
- Oliver Schnitzler (* 1995), deutscher Fußballtorhüter
- Paul von Schnitzler (1856–1932), deutscher Jurist, Gutsbesitzer und Industrieller
- Paul Schnitzler (* 1959), deutscher Infektiologe, Virologe und Hochschullehrer
- Peter Schnitzler (1927–2019), deutscher Tänzer und Choreograf
- Pit Schnitzler (1942/43–2014), deutscher Fernsehjournalist
- René Schnitzler (* 1985), deutscher Fußballspieler
- Richard von Schnitzler (1855–1938), deutscher Bankier, Aufsichtsrat der I.G. Farben und Kunstmäzen
- Theodor Schnitzler (1910–1982), katholischer Liturgiewissenschaftler
- Viktor Schnitzler (1862–1934), Rechtsanwalt und Mitglied des Preußischen Abgeordnetenhauses
- Werner von Schnitzler (* 1978), deutscher Violinist und Bratschist
- Wilhelm Schnitzler (1849–1917), deutscher Unternehmer und Tuchfabrikant